# Excalibur Series II

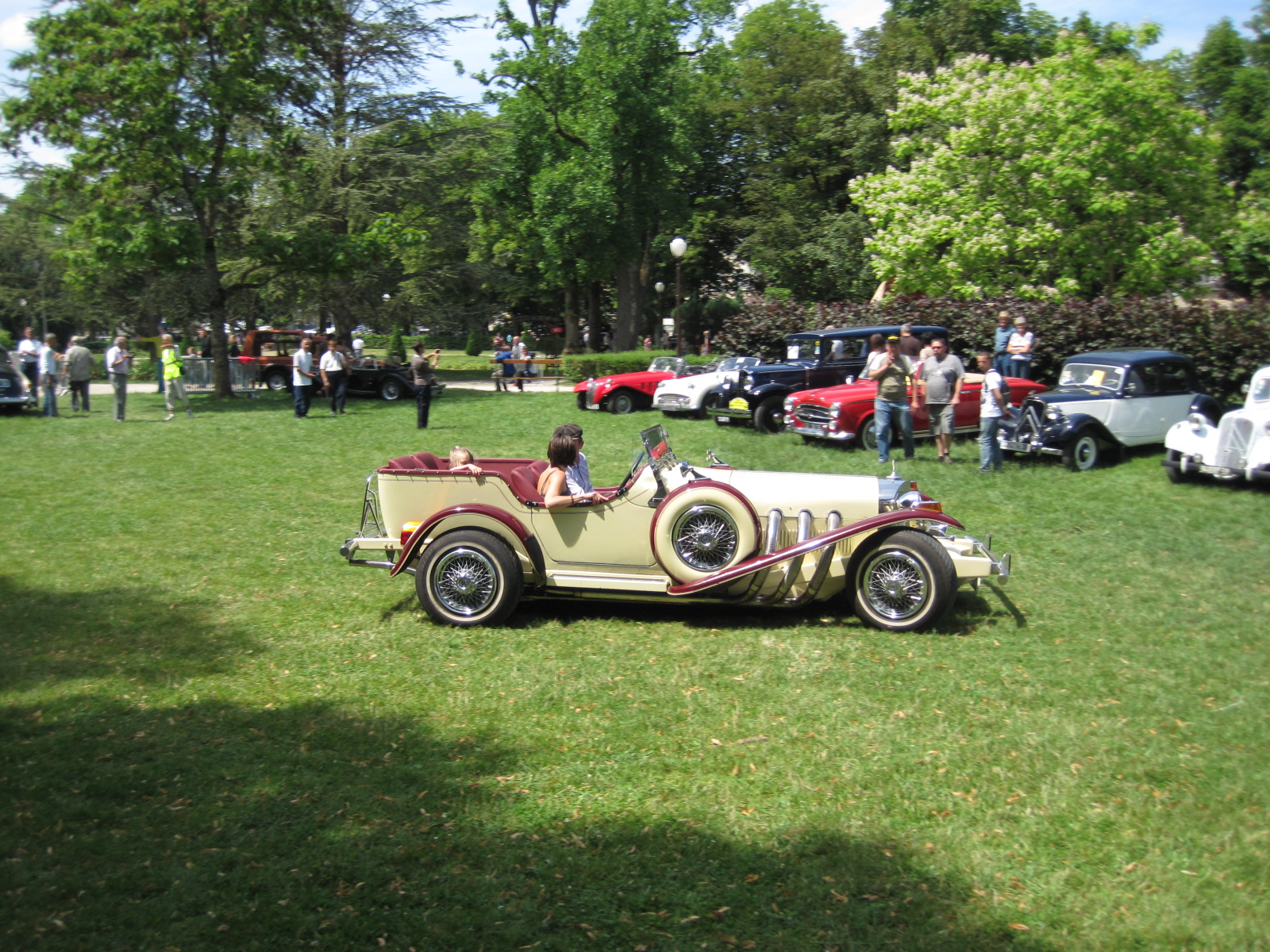
Seitenansicht eines Excalibur Series II Phaeton

Der Excalibur Series II ist ein Pkw der US-amerikanischen Excalibur Automobile Corporation.

## Beschreibung
Excalibur präsentierte zum Modelljahr 1970 die zweite Auflage seines „Contemporary Classic“ als Nachfolger des Excalibur Series I. Aufgrund des um 5 cm vergrößerten Radstands waren die Fahrzeuge rund 5 cm länger. Als Karosserievarianten gab es weiterhin einen Phaeton und einen Roadster, wobei letzterer im Modelljahr 1970 als SS Roadster und SSK-Roadster (ohne Trittbretter, weniger komfortabel abgestimmt) angeboten wurde. Ab 1971 gab es nur noch den SS Roadster und den SS Phaeton. Die Karosserien orientierten sich weiterhin am klassischen Mercedes-Benz-Design, setzten die Vorlage aber deutlich freier um, als es der Excalibur Series I getan hatte. Mit der Serie II gab Excalibur das bisherige Studebaker-Fahrgestell auf. Die neuen Wagen ruhten auf einem eigenen Fahrgestell, das Brooks Stevens’ Sohn David entworfen hatte. Die Aufhängungsteile waren allerdings der Chevrolet Corvette C3 entnommen.
Die Corvette lieferte auch die Antriebstechnik. Excalibur verwendete zunächst den 5,7 Liter großen Achtzylinder-V-Motor (Small Block) von Chevrolet, der für alle Modelle einheitlich 254 PS abgab. Als Kraftübertragung diente serienmäßig ein manuelles Vierganggetriebe von General Motors vom Typ Muncie; wahlweise war auch ein Drei-Gang-Automatikgetriebe vom Typ Turbo Hydramatic verfügbar, das wesentlich häufiger nachgefragt wurde als das manuelle. Nach Maßgabe des Verkaufsprospekts soll der SSK Roadster damit die Beschleunigung von 0 auf 96 km/h in sechs Sekunden absolviert haben, die Höchstgeschwindigkeit soll bei 150 Meilen pro Stunde (240 km/h) gelegen haben. Zeitgenössische Testberichte lobten neben der Sportlichkeit der Fahrleistungen vor allem das präzise Fahrverhalten der Excalibur, das sich auf dem Niveau eines Sportwagens befände.
Zum Modelljahr 1973 änderte Stevens die Antriebsaggregate auf „Big Block“ 7,4 Liter (454 in3), ebenfalls von Chevrolet, und zwar in der Leistungsstufe, die in der seinerzeitigen C3-Corvette verwendet wurde: 330 HP nach amerikanischer SAE-Norm oder ca. 270 PS nach europäischer DIN-Norm. Zwar blieb weiterhin das manuelle, enggestufte 4-Gang-Schaltgetriebe lieferbar, aber der weitaus überwiegende Teil der Fahrzeuge wurde mit der „Turbo Hydramatic“ ausgeliefert. Für diese Automatikversion dachte sich Brooks Stevens noch eine Besonderheit aus: er erfand eine eigene, doppelte Schaltkulisse, in der man mit dem Wählhebel in der rechtsseitigen Stellung die Fahrstufen manuell durchschalten konnte.
Die Modelle der Serie II waren deutlich teurer als ihre Vorgänger. Ein SSK Roadster des Jahrgangs 1970 wurde für 12.000 US-Dollar angeboten; der Preis des Phaeton lag bei 12.900 Dollar. Damit war er mehr als 50 % teurer als ein Lincoln Continental Mark III und übertraf selbst die Cadillac Fleetwood Brougham 75 Limousine noch deutlich. 1974 wurden sowohl der SS Roadster als auch der SS Phaeton für 17.000 US-Dollar angeboten. Insgesamt war der Excalibur Series II kein wirtschaftlicher Erfolg. Die hochpreisigen Autos verkauften sich jedenfalls zu Beginn des Modellzyklus schlecht.
Der Radstand maß zunächst 2819 mm und ab 1973 2845 mm. Der Roadster war 4318 mm lang und der Phaeton 4420 mm.
Auf den hinteren Kotflügeln waren Rückleuchten, die teilweise denen vom VW Käfer ähnelten. Standardmäßig hatte der Phaeton zwei Reserveräder, die beidseits der Motorhaube stehend angeordnet waren, während der Roadster nur ein Reserverad hatte, das auf dem Heck liegend montiert war. Jedoch gab es Abweichungen von diesem Standard.
Vorne gab es sowohl kurze als auch lange Kotflügel. Im Falle der langen Kotflügel waren sie seitlich offen, im Gegensatz zu den späteren Modellen.
1975 endete die Produktion. Nachfolger wurde der Excalibur Series III.

## Produktionszahlen
Zu den Produktionszahlen gibt es unterschiedliche Angaben.
| Jahrgang | Roadster | Phaeton | Gesamt Quelle 1 | Gesamt Quelle 2 |
| -------- | -------- | ------- | --------------- | --------------- |
| 1970     | 11       | 26      | 37              | 70              |
| 1971     | -        | -       | -               | 75              |
| 1972     | 13       | 52      | 65              | 75              |
| 1973     | 22       | 100     | 122             | 125             |
| 1974     | 26       | 92      | 118             | 144             |
| 1975     | -        | -       | -               | 150             |
| Summe    | 72       | 270     | 342             | 639             |